# Břežanské údolí (přírodní památka)
Přírodní památka Břežanské údolí je chráněné území o rozloze 8,14 ha, které se nachází na jižních svazích Hradiště mezi Břežanským a Károvským údolím v okrese Praha-západ, při jižním okraji Prahy. Území je součástí evropsky významné lokality Břežanské údolí v rámci sítě Natura 2000. Přírodní památka byla vyhlášena v roce 2014.
Předmětem ochrany je přástevník kostivalový (Callimorpha quadripunctaria), ještěrka zelená (Lacerta viridis), mlok skvrnitý (Salamandra salamandra), dvojštítek hladkoplodý (Biscutella laevigata), chrpa Triumfettiho (Centaurea triumfettii), hvozdík sivý (Dianthus gratianopolitanus), třemdava bílá (Dictamnus albus) a křivatec český (Gagea bohemica subsp. bohemica).